# Leonhard Schmidtner
Leonhard Schmidtner (* 22. Oktober 1799 in Weilheim in Oberbayern; † 20. Januar 1873 in Landshut, Niederbayern) war ein deutscher Architekt und bayerischer Baubeamter („Civilbau-Inspektor“). Er gehörte im zweiten und dritten Viertel des 19. Jahrhunderts zu den meistbeschäftigten Architekten im Königreich Bayern.
Schmidtner war  der Sohn des Weilheimer Maurermeisters Sebastian Schmidtner und seiner Ehefrau Magdalena, geborene Sanktjohanser. Auch Leonhards Brüder Sebastian und Josef-Benedikt, sowie des letzteren Sohn Joseph waren Maurermeister, doch sind ihre Lebensdaten und Arbeiten bisher nahezu unbekannt.
Zunächst in Nürnberg angestellt, war er anfänglich eher der klassizistischen Stilrichtung zugeneigt. Da man dort aber die Neugotik als passender für die „altdeutsche“ Stadt empfand, wurde er 1837 in die Stellung eines „Civilbau-Inspektors“ bei der Regierung von Niederbayern (Sitz Passau) versetzt, denn dort würde „seine Richtung nicht schaden“. Nachdem die Regierung 1838 ihren Sitz nach Landshut verlegte, hat er jedoch in Niederbayern die Neugotik eingeführt. Er betrieb ausgedehnte Studien der gotischen Architektur und plante, darüber ein Lehrbuch zu verfassen.
Schmidtners Werke wurden im 20. Jahrhundert nicht sonderlich gewürdigt, da der Historismus lange gering geschätzt wurde.

## Werk (Auswahl)

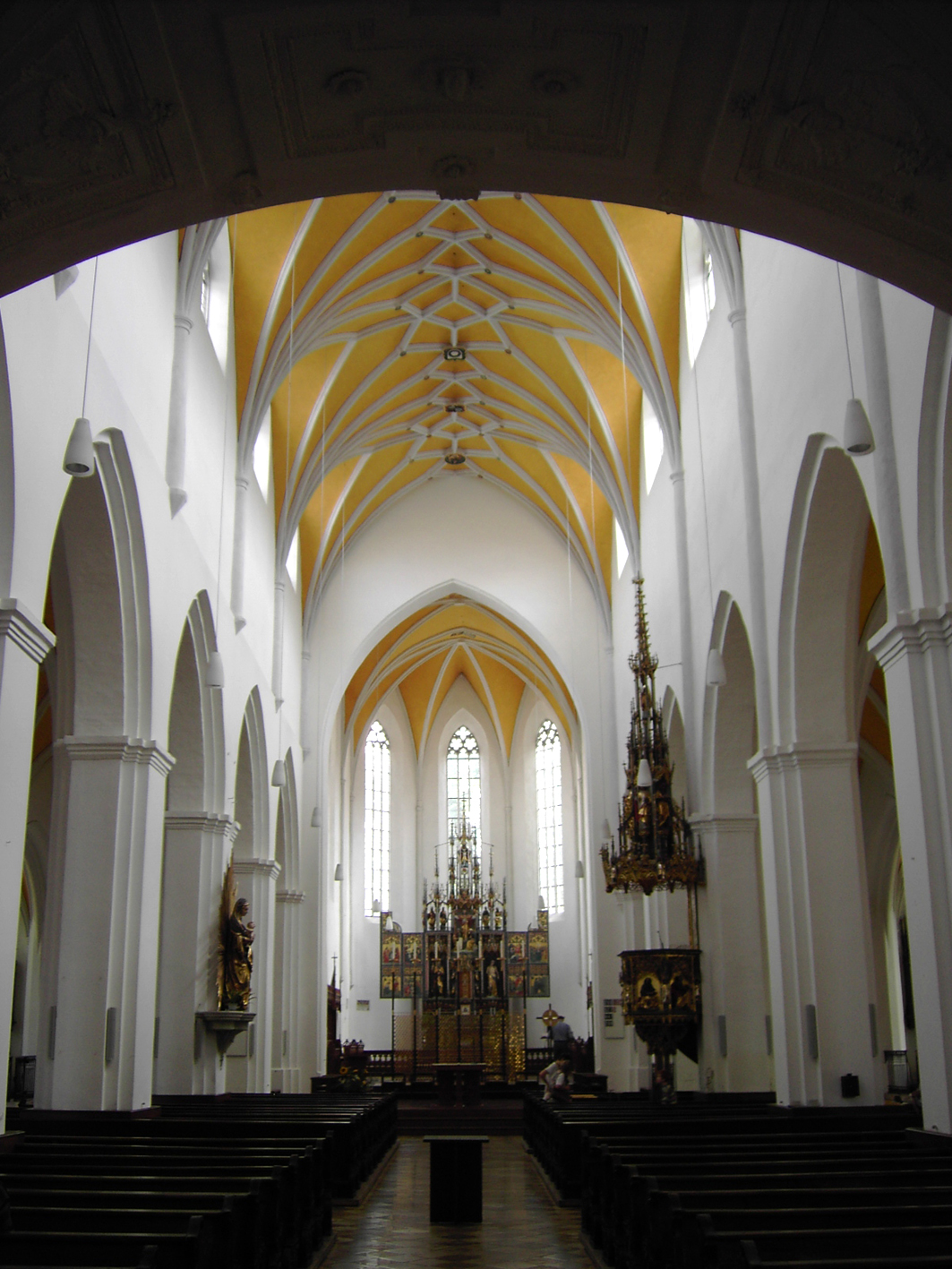
Landshut: St. Jodok, Innenansicht

- Nürnberg: Arbeiten am Stadttheater, klassizistisch
- Weilheim in Oberbayern: Spitalkirche Heilige Dreifaltigkeit mit Bürgerheim, klassizistisch, 1826/1827
- Ansbach: Pfarrkirche St. Ludwig, klassizistisch, 1834–40
- Fürth-Burgfarrnbach: ehemaliges Barockschloss der Grafen Pückler-Limpurg, Neubau in klassizistischem Stil 1830–34 (heute Stadtarchiv, Bibliothek und Museum)
- Fürth: Wohnhaus Rudolf-Breitscheid-Straße 5, spätklassizistisch, zusammen mit Sebastian Schmidtner, 1837.
- Simmelsdorf: „Altes Schloss“ (auch „Tucherschloss“; ehemalige Wasserburg), gotisierender Umbau, 1830–41
- Landshut: Pfarrkirche St. Jodok, Regotisierung (vermutlich der erste ausgeführte neugotische Bau in Niederbayern überhaupt), Anbau Taufkapelle und Sakristei, 1839–41
- Wollaberg: Umbau und Erweiterung der Pfarrkirche St. Ägidius (unter Beibehaltung des Turms und eines Teils des Langhauses), neugotisch, 1844
- Mengkofen-Hüttenkofen: Filialkirche Mariä Himmelfahrt, Langhausneubau in Blankziegeln, 1852
- Waldkirchen: Pfarrkirche St. Peter und Paul, 1856–61 (einer der größten Sakralbauten der Diözese Passau, daher „Dom des Bayerischen Waldes“ genannt; nach Kriegszerstörung 1945 verändert wiederaufgebaut)
- Sonnen: Pfarrkirche Mariä Himmelfahrt, 1858–61
- Hebertsfelden: Pfarrkirche St. Emmeram, 1859–1862
- Simbach am Inn: Pfarrkirche Mariä Empfängnis, 1859–63 (später vereinfachend umgebaut)
- Schalkham-Johannesbrunn: Pfarrkirche Mariä Empfängnis, 1864–65
- Landquaid-Adlhausen: Filialkirche Mariä Himmelfahrt, 1864–65
- Rottenburg an der Laaber: Pfarrkirche St. Georg, 1868–69
- Bischofsreut: Pfarrkirche St. Valentin, 1870–72
- Ihrlerstein: Pfarrkirche St. Jakobus, 1868–73